# Federico Caccia
Federico Caccia (ur. w 1635 w Mediolanie, zm. 14 stycznia 1699 tamże) – włoski kardynał.

## Życiorys
Urodził się w 1635 roku w Mediolanie, jako syn Camilla Caccii i Orsoli Casati. Studiował na Uniwersytecie Pawijskim, gdzie uzyskał doktorat utroque iure. Po podróży do Rzymu został rektorem archigimnazjum i audytorem Roty Rzymskiej. 2 stycznia 1693 roku został wybrany tytularnym arcybiskupem Laodycei, a dwa dni później przyjął sakrę. W tym samym roku został nuncjuszem w Hiszpanii, asystentem Tronu Papieskiego i arcybiskupem Mediolanu. 12 grudnia 1695 roku został kreowany kardynałem prezbiterem i otrzymał kościół tytularny Santa Pudenziana. Rok później zrezygnował z nuncjatury. Zmarł 14 stycznia 1699 roku w Mediolanie.